# Гележаускас, Витаутас Мотеяус
Витаутас Мотеяус Гележаускас — советский литовский хозяйственный деятель, Герой Социалистического Труда.

## Биография
Родился в 1928 году в Гудонисе. Член КПСС с 1955 года.
В 1946—1957 — слесарь, помощник мастера, мастер, в 1957—1968 — старший мастер станкостроительного завода «Жальгирис» Литовского совнархоза, в 1968—1988 — начальник цеха завода «Жальгирис» Министерства станкостроительной промышленности СССР.
Указом Президиума Верховного Совета СССР от 1 октября 1965 года присвоено звание Героя Социалистического Труда с вручением ордена Ленина и золотой медали «Серп и Молот».
Умер в 1992 году в Вильнюсе.

## Награды и звания
- Герой Социалистического Труда (01.10.1965)
- Орден Ленина (01.10.1965)
- Орден Трудового Красного Знамени (20.07.1950)